# Perrotia
Perrotia Boud. – rodzaj grzybów z rodziny Lachnaceae.

## Systematyka i nazewnictwo
Pozycja w klasyfikacji według Index Fungorum: Lachnaceae, Helotiales, Leotiomycetidae, Leotiomycetes, Pezizomycotina, Ascomycota, Fungi.

## Gatunki występujące w Polsce
- Perrotia gallica (P. Karst. & Har.) Spooner 1987

Nazwy naukowe na podstawie Index Fungorum. Wybór gatunków według M.A. Chmiel i innych.